# Henri Jeansous

a Compétitions nationales et continentales officielles uniquement.

b Matchs officiels uniquement.
Henri Jeansous, né le 20 février 1910 à Saint-Vincent-de-Paul et mort le 18 mai 1964 à Toulouse, est un joueur et entraîneur de rugby à XV et de rugby à XIII dans les années 1930.
Il pratique l'athlétisme durant sa jeunesse avec succès en étant champion des Pyrénées dans des épreuves de vitesse et en relais. Il rejoint par la suite le rugby à XV en rejoignant le Toulouse olympique employés club avant de prendre part au projet d'introduction du nouveau code de rugby, le rugby à XIII en France, porté par Jean Galia. Il devient à l’orée de la saison 1934-1935 l'une des têtes d'affiche du Championnat de France en signant pour Albiaux côtés de Jean-Marie Vignal. Il y remporte le Championnat de France 1938 aux côtés de Vignal et Gaston Combes. La Seconde Guerre mondiale arrive et il est mis en place l'interdiction du rugby à XIII. Il renoue durant la guerre avec le Toulouse OEC en XV.
Après la Seconde Guerre mondiale, il garde ses liens avec le rugby à XV et devient l'entraîneur de l'US Arize de 1954 à 1961 en étant tout proche de permettre au club d’accéder à la première division puis devient l'entraîneur des juniors du Stade Toulousain atteignant la finale de la Coupe Frantz-Reichel en 1962. Dans la vie civile, il est le directeur du Stadium de Toulouse.

## Biographie

### Des débuts en rugby à XV avant une radiation
Henri Jeansous pratique l'athlétisme ainsi que le rugby à XV au sein du club du Toulouse OEC à partir de la saison 1931-1932, étant également international français militaire, et prend part à des rencontres avec la sélection des Pyrénées. En février 1934, le comité des Pyrénées de rugby à XV transmet à la Fédération française de rugby à XV une demande de radiation à vie de Jeansous pour avoir enfreint les lois de l'amateurisme, cette dernière répond favorablement via sa commission de discipline. Cet épisode intervient lors de l'introduction du rugby à XIII dans le paysage français prônant le professionnalisme des joueurs de rugby à l'opposé de l'idée d'amateurisme du rugby à XV, ce dernier essayant de sévir et de sanctionner durement l'amateurisme marron.

### La période albigeoise
Ainsi, lors de la création du Championnat de France de rugby à XIII à l'automne 1934, un club à Albi nommé RC Albigeois est créé et incorpore de nombreux joueurs toulousains de rugby. Jeansous, à l'instar de Jean-Marie Vignal, rejoint ce club. Il y reste cinq saisons jusqu'à l'arrivée de la Seconde Guerre mondiale et l'interdiction du rugby à XIII en France. Durant sa période albigeoise, Jeansous continue la pratique de l'ahtlétisme devenant champion de France du 100 mètres dela Fédération gymnique du travail et se révèle sous le maillot du RC Albigeois comme l'un des meilleurs éléments de l'équipe, est pressenti à être sélectionné en équipe de France dès octobre 1935 mais n'obtient sa première et unique cape international le 6 décembre 1936 contre le pays de Galles dans le cadre de la Coupe d'Europe 1937. Il est le premier joueur albigeois à devenir international. Dans l'attente de la création d'un club à Albi, la colonie toulousaine comprend également Sagné, Magnaud et Lapeyre, tous du Toulouse O.E.C., la presse via L'Auto salue « le grand courage du joueur [Jeansous] en défense ». Rappelé en équipe de France en mars 1937 pour remplacer Robert Samatan, Jeansous ne peut honorer la convocation en déclarant forfait en raison d'une blessure puis est remplaçant en fin d'année 1937 et début d'année 1938. Cette saison 1937-1938 est par ailleurs la plus riche émotionnellement pour Jeansous puisqu'avec son club d'Albi, ce dernier déjoue les pronostics et se hisse en finale du Championnat de France, éliminant Côte basque XIII en quart-de-finale et Bordeaux XIII en demi-finale. La finale, disputée au parc Suzon de Talence, se joue contre l'US Villeneuve de Marius Guiral. Albi remporte son premier Championnat en remportant la finale 8-3, Jeansous est l'un des grands artisans de la victoire en marquant un essai grâce à une pointe de vitesse redoutable.

### Durant la guerre
Durant la guerre, Heanri Jeansous continue la pratique du rugby mais à XV. Il revient ainsi au Toulouse OEC et prend part au Championnat de France de rugby à XV aux côtés d'André Castagnon et Michel Bénazet, le club atteint les huitièmes de finale dudit championnat dans une confrontation perdue 3-8 contre l'USA Perpignan.

## Palmarès

### Rugby à XV

#### En tant qu'entraîneur
- Collectif : 
  - Finaliste de la Coupe Frantz-Reichel : 1962 (Stade Toulousain).

### Rugby à XIII

#### En tant que joueur
- Collectif : 
  - Vainqueur du Championnat de France : 1938 (RC Albigeois).

### Détails en sélection
| Matchs internationaux d'Henri Jeansous | Matchs internationaux d'Henri Jeansous | Matchs internationaux d'Henri Jeansous | Matchs internationaux d'Henri Jeansous | Matchs internationaux d'Henri Jeansous | Matchs internationaux d'Henri Jeansous | Matchs internationaux d'Henri Jeansous | Matchs internationaux d'Henri Jeansous | Matchs internationaux d'Henri Jeansous | Matchs internationaux d'Henri Jeansous | Matchs internationaux d'Henri Jeansous | Matchs internationaux d'Henri Jeansous |
|                                        | Date                                   | Adversaire                             | Résultat                               | Compétition                            | Poste                                  | Points                                 | Essais                                 | Pen.                                   | Drops                                  |                                        |                                        |
| -------------------------------------- | -------------------------------------- | -------------------------------------- | -------------------------------------- | -------------------------------------- | -------------------------------------- | -------------------------------------- | -------------------------------------- | -------------------------------------- | -------------------------------------- | -------------------------------------- | -------------------------------------- |
| sous les couleurs de la France         |                                        |                                        |                                        |                                        |                                        |                                        |                                        |                                        |                                        |                                        |                                        |
| 1                                      | 6 décembre 1936                        | Pays de Galles                         | 3-9                                    | Coupe d'Europe                         | Ailier                                 | -                                      | -                                      | -                                      | -                                      |                                        |                                        |

#### Statistiques
| Saison    | Saison       | Championnat           | Championnat | Championnat | Championnat | Championnat | Championnat | Championnat | Coupe           | Coupe      | Coupe | Coupe | Coupe | Coupe | Coupe | Sélection | Sélection | Sélection | Sélection | Sélection | Sélection | Sélection |
| Saison    | Saison       | Comp.                 | Class.      | M           | Pts         | Ess.        | Buts        | Dp.         | Comp.           | Class.     | M     | Pts   | Ess.  | Buts  | Dp.   | Comp.     | M         | Pts       | Ess.      | Buts      | Dp.       |           |
| --------- | ------------ | --------------------- | ----------- | ----------- | ----------- | ----------- | ----------- | ----------- | --------------- | ---------- | ----- | ----- | ----- | ----- | ----- | --------- | --------- | --------- | --------- | --------- | --------- | --------- |
| 1934-1935 | RC Albigeois | Championnat de France | 7e          | ?           | -           | -           | -           | -           | Coupe de France | 1/4 finale | ?     | -     | -     | -     | -     |           |           |           |           |           |           |           |
| 1935-1936 | RC Albigeois | Championnat de France | 1/4 finale  | ?           | -           | -           | -           | -           | Coupe de France | 2e tour    | ?     | -     | -     | -     | -     |           |           |           |           |           |           |           |
| 1936-1937 | RC Albigeois | Championnat de France | 6e          | ?           | -           | -           | -           | -           | Coupe de France | 1/4 finale | ?     | -     | -     | -     | -     | CE        | 1         | 0         | 0         | 0         | 0         |           |
| 1937-1938 | RC Albigeois | Championnat de France | Vainqueur   | ?           | -           | -           | -           | -           | Coupe de France | 1/8 finale | ?     | -     | -     | -     | -     |           |           |           |           |           |           |           |
| 1938-1939 | RC Albigeois | Championnat de France | 7e          | ?           | -           | -           | -           | -           | Coupe de France | 1/4 finale | ?     | -     | -     | -     | -     |           |           |           |           |           |           |           |